# Albiez-le-Jeune
Albiez-le-Jeune est une commune française située dans le département de la Savoie, en région Auvergne-Rhône-Alpes.

## Géographie

### Situation
Albiez-le-Jeune se situe sur un plateau dominant le bassin de Saint-Jean-de-Maurienne, au milieu de la vallée de la Maurienne.
Le village est adossé à l'est d'une grande crête montagneuse le séparant de la commune de Montricher-Albanne. Au pied du plateau se trouvent les communes de Villargondran et Saint-Jean-de-Maurienne. En remontant le plateau vers le sud, la commune fait limite avec la commune d'Albiez-Montrond.

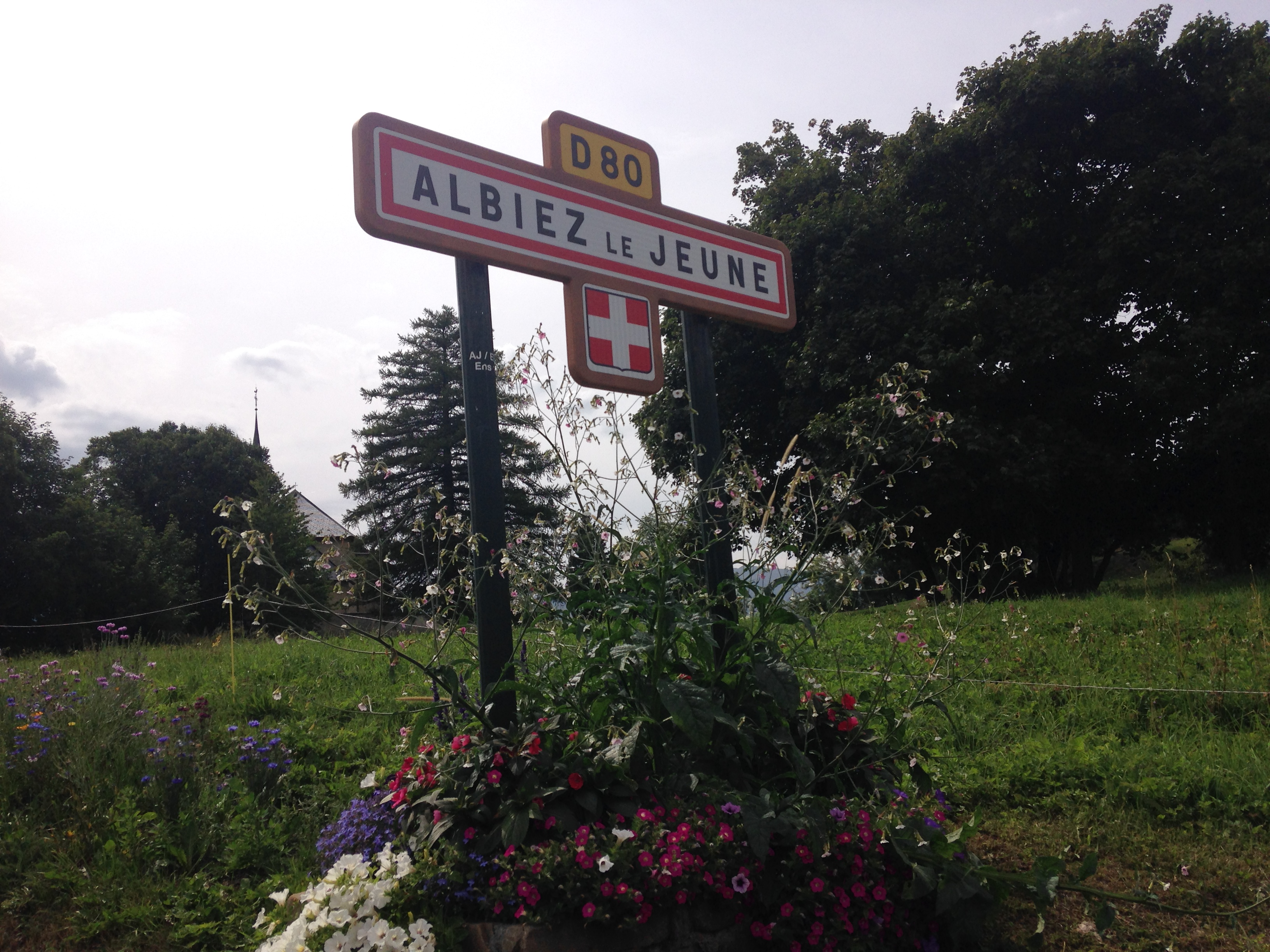
Panneau d'entrée dans la ville.

### Climat
Pour des articles plus généraux, voir Climat d'Auvergne-Rhône-Alpes et Climat de la Savoie.
En 2010, le climat de la commune est de type climat de montagne, selon une étude du Centre national de la recherche scientifique s'appuyant sur une série de données couvrant la période 1971-2000. En 2020, Météo-France publie une typologie des climats de la France métropolitaine dans laquelle la commune est exposée à un climat de montagne ou de marges de montagne et est dans la région climatique Alpes du nord, caractérisée par une pluviométrie annuelle de 1 200 à 1 500 mm, irrégulièrement répartie en été.
Pour la période 1971-2000, la température annuelle moyenne est de 7,1 °C, avec une amplitude thermique annuelle de 16,9 °C. Le cumul annuel moyen de précipitations est de 1 106 mm, avec 9,2 jours de précipitations en janvier et 8,6 jours en juillet. Pour la période 1991-2020, la température moyenne annuelle observée sur la station météorologique de Météo-France la plus proche, « Albiez », sur la commune d'Albiez-Montrond à 3 km à vol d'oiseau, est de 6,6 °C et le cumul annuel moyen de précipitations est de 955,9 mm,. Pour l'avenir, les paramètres climatiques de la commune estimés pour 2050 selon différents scénarios d'émission de gaz à effet de serre sont consultables sur un site dédié publié par Météo-France en novembre 2022.

## Urbanisme

### Typologie
Au 1er janvier 2024, Albiez-le-Jeune est catégorisée commune rurale à habitat très dispersé, selon la nouvelle grille communale de densité à sept niveaux définie par l'Insee en 2022.
Elle est située hors unité urbaine. Par ailleurs la commune fait partie de l'aire d'attraction de Saint-Jean-de-Maurienne, dont elle est une commune de la couronne,. Cette aire, qui regroupe 26 communes, est catégorisée dans les aires de moins de 50 000 habitants,.

### Occupation des sols
L'occupation des sols de la commune, telle qu'elle ressort de la base de données européenne d’occupation biophysique des sols Corine Land Cover (CLC), est marquée par l'importance des forêts et milieux semi-naturels (85,9 % en 2018), en augmentation par rapport à 1990 (82,4 %). La répartition détaillée en 2018 est la suivante : 
forêts (65,7 %), prairies (10,6 %), milieux à végétation arbustive et/ou herbacée (10,4 %), espaces ouverts, sans ou avec peu de végétation (9,8 %), zones agricoles hétérogènes (3,5 %).
L'IGN met par ailleurs à disposition un outil en ligne permettant de comparer l’évolution dans le temps de l’occupation des sols de la commune (ou de territoires à des échelles différentes). Plusieurs époques sont accessibles sous forme de cartes ou photos aériennes : la carte de Cassini (XVIIIe siècle), la carte d'état-major (1820-1866) et la période actuelle (1950 à aujourd'hui).

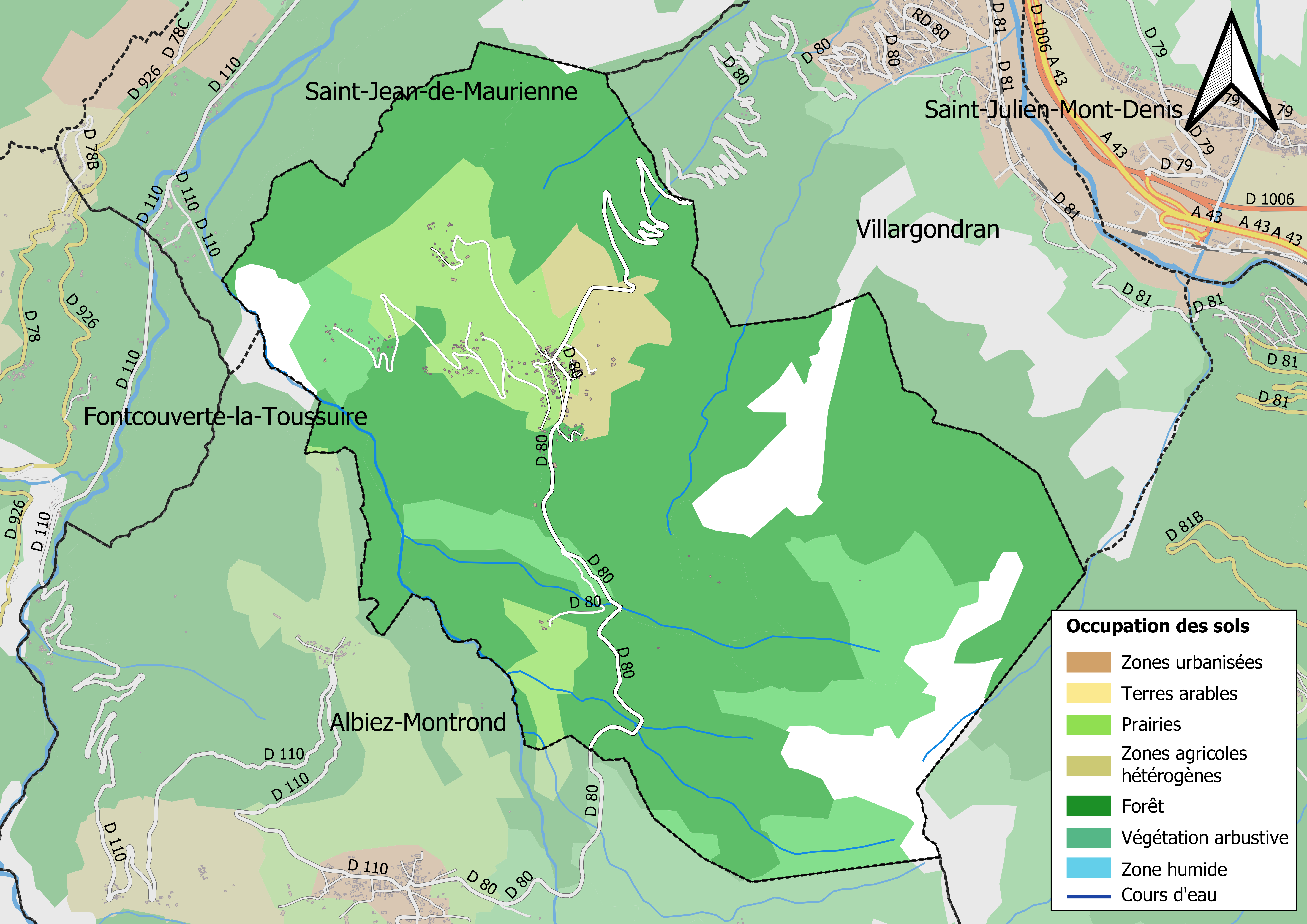
Carte des infrastructures et de l'occupation des sols en 2018 (CLC) de la commune.
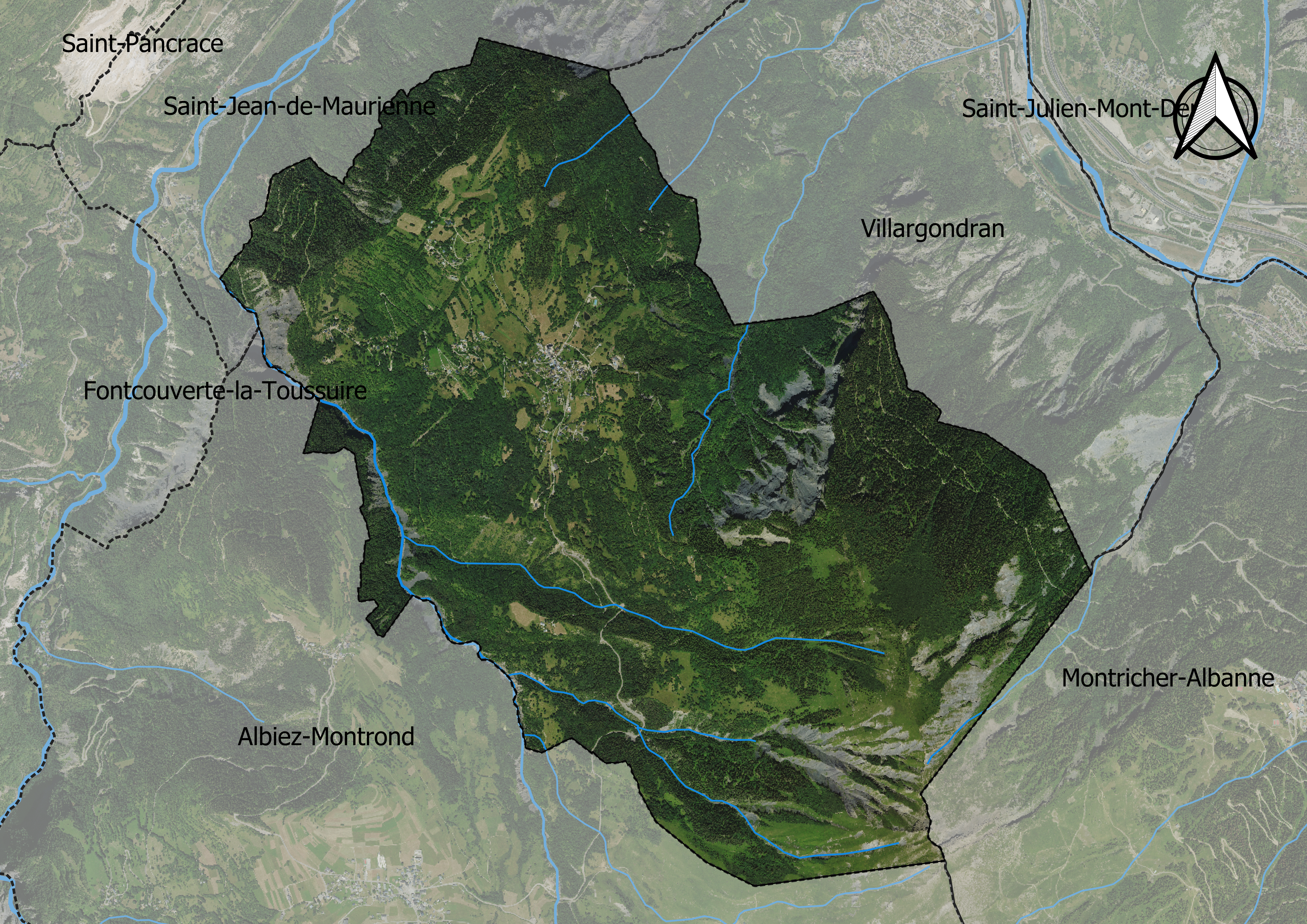
Carte orthophotogrammétrique de la commune.

## Toponymie
La première forme d'Albiez se rencontre dès 739 sous la forme Colonica in Albiadis, dans les cartulaires de l'église-cathédrale de Grenoble, dit cartulaire de saint Hugues,. Il évolue en Albieys juvenculum (1040) et Albiaco Juveni (1270) dans le cartulaire de Maurienne voire in Arbiaco Juveni,.
Le toponyme semble dériver du nom d'un domaine gallo-romain Albiacum.
La séparation des deux paroisses Albiez-le-Vieux et Albiez-le-Jeune. En 1184, un document mentionne Ecclesias de duobus Albiacis.
En francoprovençal, le nom de la commune s'écrit Arbyié, selon la graphie de Conflans.

## Histoire
La bulle pontificale de Lucius III, de l'année 1184, confirme la juridiction épiscopale de Maurienne sur dix-sept paroisses dont Albiez-le-Jeune.

## Politique et administration
| Période                                  | Période  | Identité            | Étiquette | Qualité |
| ---------------------------------------- | -------- | ------------------- | --------- | ------- |
| Les données manquantes sont à compléter. |          |                     |           |         |
| avant 1995                               | ?        | Alfred Gorre        |           |         |
| mars 2014                                | 2020     | Jean-Michel Reynaud |           |         |
| 2020                                     | En cours | Jean-Marc Blangy    |           |         |

## Population et société

### Démographie
Les habitants de la commune sont appelés les Albienches et Albiens.

L'évolution du nombre d'habitants est connue à travers les recensements de la population effectués dans la commune depuis 1793. Pour les communes de moins de 10 000 habitants, une enquête de recensement portant sur toute la population est réalisée tous les cinq ans, les populations de référence des années intermédiaires étant quant à elles estimées par interpolation ou extrapolation. Pour la commune, le premier recensement exhaustif entrant dans le cadre du nouveau dispositif a été réalisé en 2007.

En 2022, la commune comptait 141 habitants, en évolution de −3,42 % par rapport à 2016 (Savoie : +3,63 %, France hors Mayotte : +2,11 %).
| 1793 | 1800 | 1806 | 1822 | 1838 | 1848 | 1858 | 1861 | 1866 |
| ---- | ---- | ---- | ---- | ---- | ---- | ---- | ---- | ---- |
| 447  | 488  | 506  | 538  | 506  | 519  | 487  | 472  | 487  |

| 1872 | 1876 | 1881 | 1886 | 1891 | 1896 | 1901 | 1906 | 1911 |
| ---- | ---- | ---- | ---- | ---- | ---- | ---- | ---- | ---- |
| 477  | 466  | 448  | 475  | 472  | 443  | 416  | 421  | 435  |

| 1921 | 1926 | 1931 | 1936 | 1946 | 1954 | 1962 | 1968 | 1975 |
| ---- | ---- | ---- | ---- | ---- | ---- | ---- | ---- | ---- |
| 355  | 309  | 291  | 240  | 188  | 144  | 118  | 95   | 81   |

| 1982 | 1990 | 1999 | 2006 | 2007 | 2012 | 2017 | 2022 | - |
| ---- | ---- | ---- | ---- | ---- | ---- | ---- | ---- | - |
| 78   | 61   | 57   | 98   | 104  | 141  | 146  | 141  | - |

Le tourisme de masse n'a pas atteint Albiez-le-Jeune, qui ne dispose pas de champs de neige d'altitude exploitable par des remontées mécaniques. Les deux seuls petits téléskis ont été arrêtés dans les années 1990. Les sources d'emploi au village restent rares, un peu d'élevage et une petite activité de gîte. La commune a gardé intact son paysage et son urbanisme de village de moyenne montagne, attirant depuis une quinzaine d'années de plus en plus d'habitants.

### Enseignement
La commune est rattachée à l'académie de Grenoble.